# Piotr Marselis
Piotr Gavrilovici Marselis (rusă Пётр Гаврилович  Марселис) (n. ? la Moscova, d. 1672 la Moscova) a fost un inginer, arhitect și industriaș rus de origine germană. Printre principalele sale realizări este proiectatea centrului comercial Gostinîi dvor din Arhanghelsk.
1. ↑   https://www.geni.com/people/Peter-Marselis-1-Russiske-Linje/6000000006706443960 Lipsește sau este vid: |title= (ajutor)